# شانس (بعدان)

تعديل مصدري - تعديل

شانس محلة تابعة لقرية الموجور، التابعة لعزلة دلال بمديرية بعدان إحدى مديريات محافظة إب في الجمهورية اليمنية، بلغ تعداد سكانها 79 حسب تعداد اليمن لعام 2004.